# جما اسپوفورت

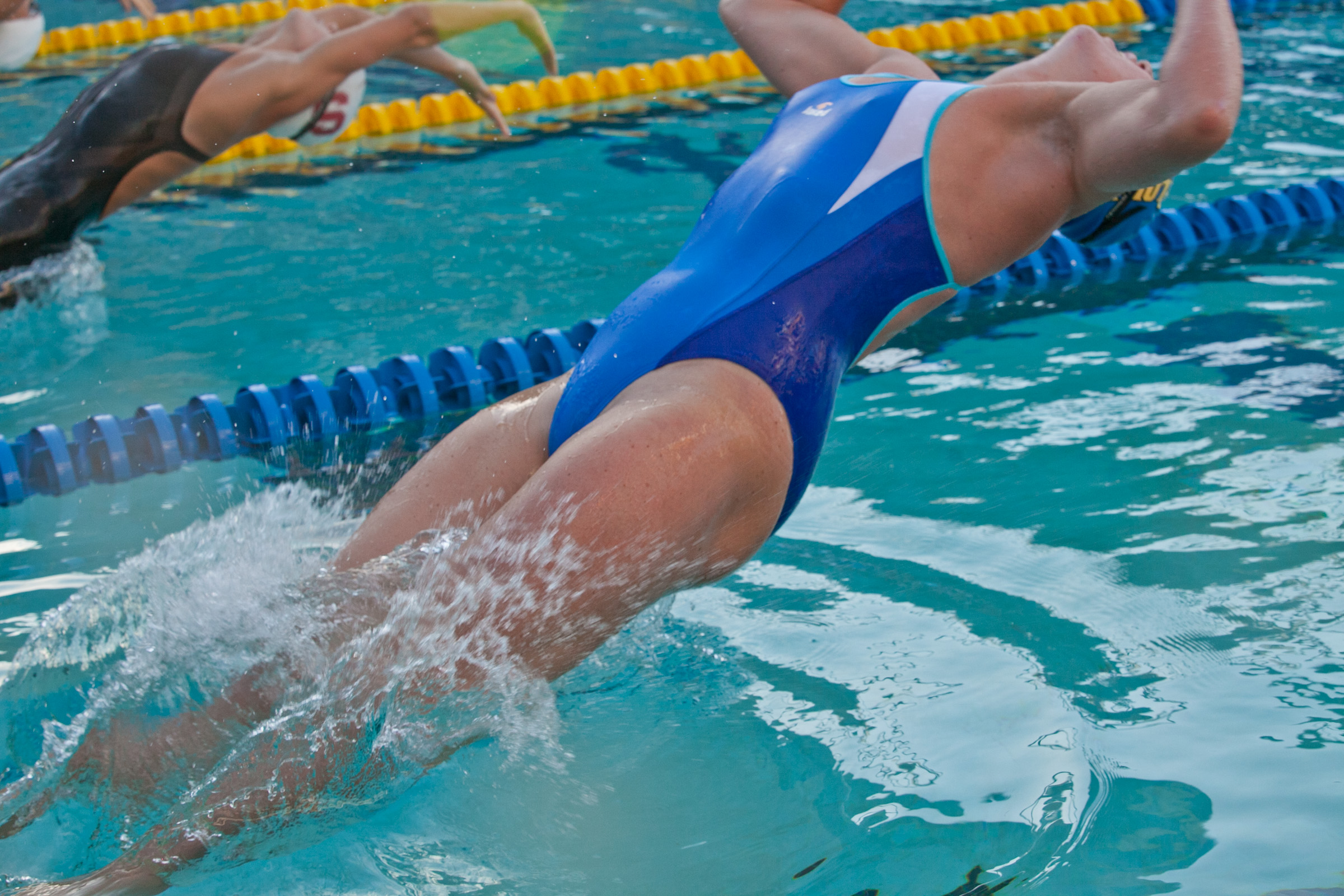
جما اسپوفورت در سال ۲۰۱۲

جما اسپوفورت (به انگلیسی: Gemma Spofforth) (زادهٔ ۱۷ نوامبر ۱۹۸۷) شناگر اهل بریتانیا است.